# Temporada 1863-1864 del Liceu
La temporada 1863-1864 ve marcada per l'estrena de Faust de Gounod amb el tenor Carlo Negrini. El Liceu era un teatre gran i que disposava de molts recursos escènics per als grans títols de l'òpera francesa. Per a la direcció escènica del primer Faust liceista vingué expressament de Londres un cert Mr. Harris, del Covent Garden, fet sense precedents, ja que l'escena era aquí l'aspecte més descurat. Dirigí l'orquestra el virtuós del contrabaix Giovanni Bottesini que un any abans havia impressionat com a solista. 1864 també és l'any del baríton Sir Charles Santley, aristòcrata anglès la veu del qual ha sobreviscut gràcies a uns enregistraments molt rars del 1902.
L'obra de Gounod va ser considerada com el cim de l'art operístic i la primera temporada ja va merèixer 26 representacions consecutives. Durant molts anys va ser l'obra amb el nombre més alt de representacions. El 1900 Faust era encara l'òpera més representada al Liceu, seguida, en aquest ordre, per Aida, Les Huguenots, Rigoletto, La favorita i L'Africaine.
| Temporada 1863-1864 del Liceu |                   |                    |                   | |           |                                                         |
| Òpera                         | Compositor        | Director musical   | Director d'escena | Papers principals | Producció | Dates                                                   |
| Jone                          | Errico Petrella   | Giovanni Bottesini |                   | Paolina Colson, Carlo Negrini, Isolina Porcell, Emma Presli, Achille Rossi di Ruggero, Antonio Selva, Battista Garulli, Francesc Raguer |           | 3, 4, 11, 14, 16 i 21 d'octubre, 8, 18 i 21 de novembre |
| Poliuto                       | Gaetano Donizetti | Giovanni Bottesini |                   | Nicola Rossi de Ruggero, Pau Badia, Carlo Negrini, Paolina Colson, Segon Maimó (18) Hippolyte Brémond (24 i 3), Giovanni Battista Garulli, Ignasi Costa |           | 18, 24 d'octubre i 3 de novembre                        |
| Rigoletto                     | Giuseppe Verdi    | Giovanni Bottesini |                   | Carlo Bulterini (desembre 1863) / Achille Corsi (abril, maig 1864), Francesco Cresci (desembre 1863) / Davide Squarcia (abril, maig 1864), Pauline Colson (desembre 1863) / Enrichetta Berini (abril, maig 1864), Antonio Selva (desembre 1863) / Alessandro Lanzoni (abril, maig 1864), Élise Masson (desembre 1863) / Eleonora Grossi (abril, maig 1864), Isolina Porcell, Francesc Raguer                                                                    |           | 14, 15 desembre; 16, 17 abril; 2, 8 maig                |
| Un ballo in maschera          | Giuseppe Verdi    | Giovanni Bottesini |                   | Carlo Bulterini (desembre; gener), Cesare Sarti (abril), Francesco Cresci (desembre; gener), Davide Squarcia (abril), Emma La Grua (desembre; gener), Giulia Berini (abril), Eleonora Grossi (abril), Emma Presli (desembre; gener), Ida Torricelli (abril), Ignasi Costa (desembre), Battista Garulli (abril), Francesc Reguer (desembre; gener), Alessandro Lanzoni (abril), Segon Maimó, Francesc Sánchez, Pau Badia (desembre; gener), Ignasi Costa (abril) |           | 19, 20 desembre / 15 gener; 23, 24 abril                |
| Don Checco                    | Nicola de Giosa   | Eusebi Dalmau      |                   | Emma Presli, Filippo Catani, Giovanni Gambetti, Francesc Raguer, Segundo Maimó |           | 22 i 29 de novembre, 1 i 3 de gener                     |
| Faust                         | Charles Gounod    | Giovanni Bottesini | Mr. Harris        | Carlo Negrini |           | 17 de febrer                                            |
| Il trovatore                  | Giuseppe Verdi    | Giovanni Bottesini |                   | Francesco Cresci (febrer) / Davide Squarcia (maig), Emma La Grua (febrer) / Rosina Penco (maig), Élise Masson (febrer) / Eleonora Grossi (maig), Ruggero Sirchia (febrer) / Cesare Sarti (maig), Francesc Reguer, Isolina Porcell, Ignasi Costa, Segon Maimó |           | 23, 29 febrer; 5 maig                                   |
| Norma                         | Vincenzo Bellini  | Giovanni Bottesini |                   | Giovanni Gambetti, Hippolyte Brémond, Emma La Grua, Emma Presli, Isolina Porcell, Giovanni Battista Garulli |           |                                                         |
| La traviata                   | Giuseppe Verdi    | Giovanni Bottesini |                   | Rosina Penco, Cesare Sarti, Davide Squarcia |           |                                                         |